# Кевін Ортега
Кевін Ортега (ісп. Kevin Ortega Pimentel ; нар. 26 березня 1992, Кальяо) — перуанський футбольний суддя. Суддя ФІФА із 2019 року.

## Кар'єра
12 травня 2015 року у віці 23 років Ортега дебютував у вищому перуанському дивізіоні — Прімері. У матчі між «Уніон Комерсіо» та «Аліанса Атлетіко» (5:2) він двічі показав жовту картку. З 2019 року суддя ФІФА.
Вперше обслуговував міжнародний матч у березні 2019 року на чемпіонаті Південної Америки з футболу серед юнаків до 17 років між Аргентиною та Колумбією.
Постійно працював у південноамериканських клубних змаганнях, Кубку Лібертадорес та у Кубку Південної Америки. Він став знаковою фігурою після гри за Кубок Лібертадорес між Олвейс Реді з Болівії та Бока Хуніорс з Аргентини у травні 2022 року. Тоді «Бока Хуніорс» виграла гру з рахунком 1:0 за спірним пенальті, після чого болівійська поліція обшукала суддівську будку та вилучила кілька футболок «Бока Хуніор», які були передані суддівській бригаді перед грою. Представники болівійського клубу звинуватили Ортегу в тому, що він упереджено судив цей матч, а керівництво Бока Хуніорс звернуло увагу на те, що подарунки були стандартним жестом доброї волі.
На Олімпійському футбольному турнірі в Токіо у 2021 році він був одним з 25 головних суддів і відпрацював три матчі, включаючи півфінал між Японією та Іспанією.
У травні 2022 року ФІФА призначила його одним із 36 головних суддів чемпіонату світу з футболу 2022 року в Катарі.

### Олімпійські ігри 2020
| Стадія        | Дата          | Місце   | Команда 1 | Команда 2     | Результат |
| ------------- | ------------- | ------- | --------- | ------------- | --------- |
| Груповий етап | 25 липня 2021 | Сайтама | Франція   | ПАР           | 4:3 (0:0) |
| Груповий етап | 28 липня 2021 | Саппоро | Румунія   | Нова Зеландія | 0:0 (0:0) |
| Півфінал      | 3 серпня 2021 | Сайтама | Японія    | Іспанія       | 0:1 д.ч.  |

## Особисте життя
Ортега проживає у Лімі. До 2015 року працював у перуанському податковому та митному органі SUNAT.